# Dekenij (Kasteelstraat, Zottegem)

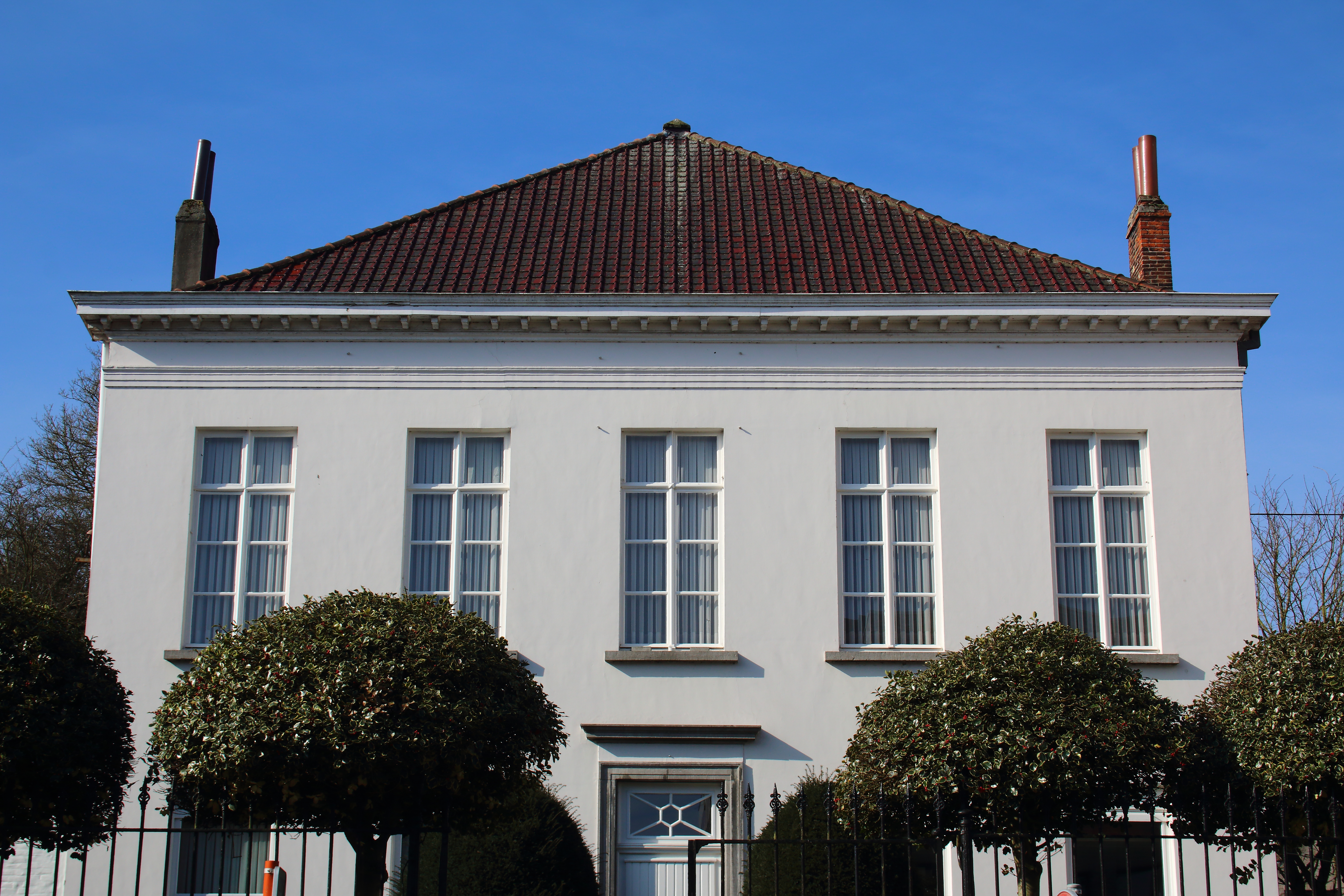
Dekenij

De Dekenij is een historisch pand aan de Kasteelstraat 18 in de Belgische stad Zottegem. Het sobere neoclassicistische gebouw werd opgericht in 1852 naar een ontwerp van bouwheer Van Houcke met als aannemer Jan Engelen uit Ledeberg. In 1859 werd door Maximiliaen De Bondt en Pieter de Vos een ijzeren hek geplaatst. De ramen aan de straatzijde (gelijkvloerse verdieping) zijn voorzien van glas-in-lood. Het originele binnenschrijnwerk, de trap, het stucwerk en de zwart-witte marmeren tegelvloer bleven binnenin bewaard.  In de beboomde voortuin staan twee haakse bijgebouwen met een zadeldak. Sinds 2003 is de Dekenij beschermd als monument. 

## Arthur Scheiris

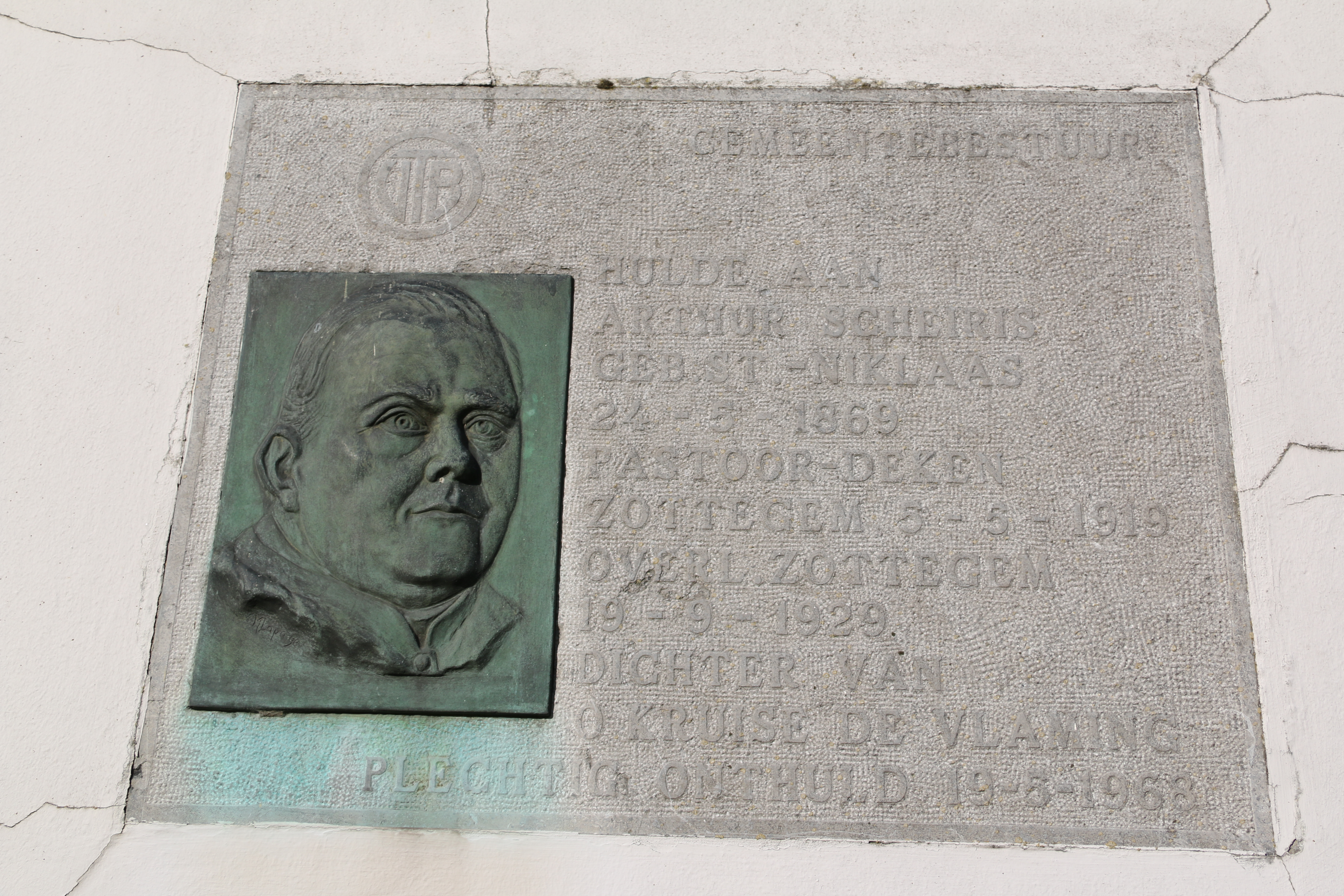
Plaquette Arthur Scheiris

Aan de buitenmuur hangt een gedenkplaat (gemaakt door Zottegems beeldhouwer Michiel Lepaige en aangebracht door de VTB in 1968) voor pastoor-deken Arthur Scheiris (die er tussen 1919 en 1929 woonde), dichter en schrijver van O Kruise den Vlaming, een gedicht over de Boerenkrijg (een hulde aan Jan Baptist Tassijns die in maart 1799 door de Fransen werd gefusilleerd omdat hij geweigerd had de eed van trouw af te leggen aan de Franse Republiek). In Zottegem werd de vlak bij de dekenij gelegen Arthur Scheirisstraat (voorheen 'Zwarte Gracht') naar hem genoemd.
De tekst op de plaquette luidt als volgt: Hulde aan Arthur Scheiris geboren Sint-Niklaas 24-5-1869 pastoor-deken Zottegem 5-5-1919 overleden Zottegem 19-9-1929 dichter van O Kruise de Vlaming plechtig onthuld 19-5-1968.

## Afbeeldingen

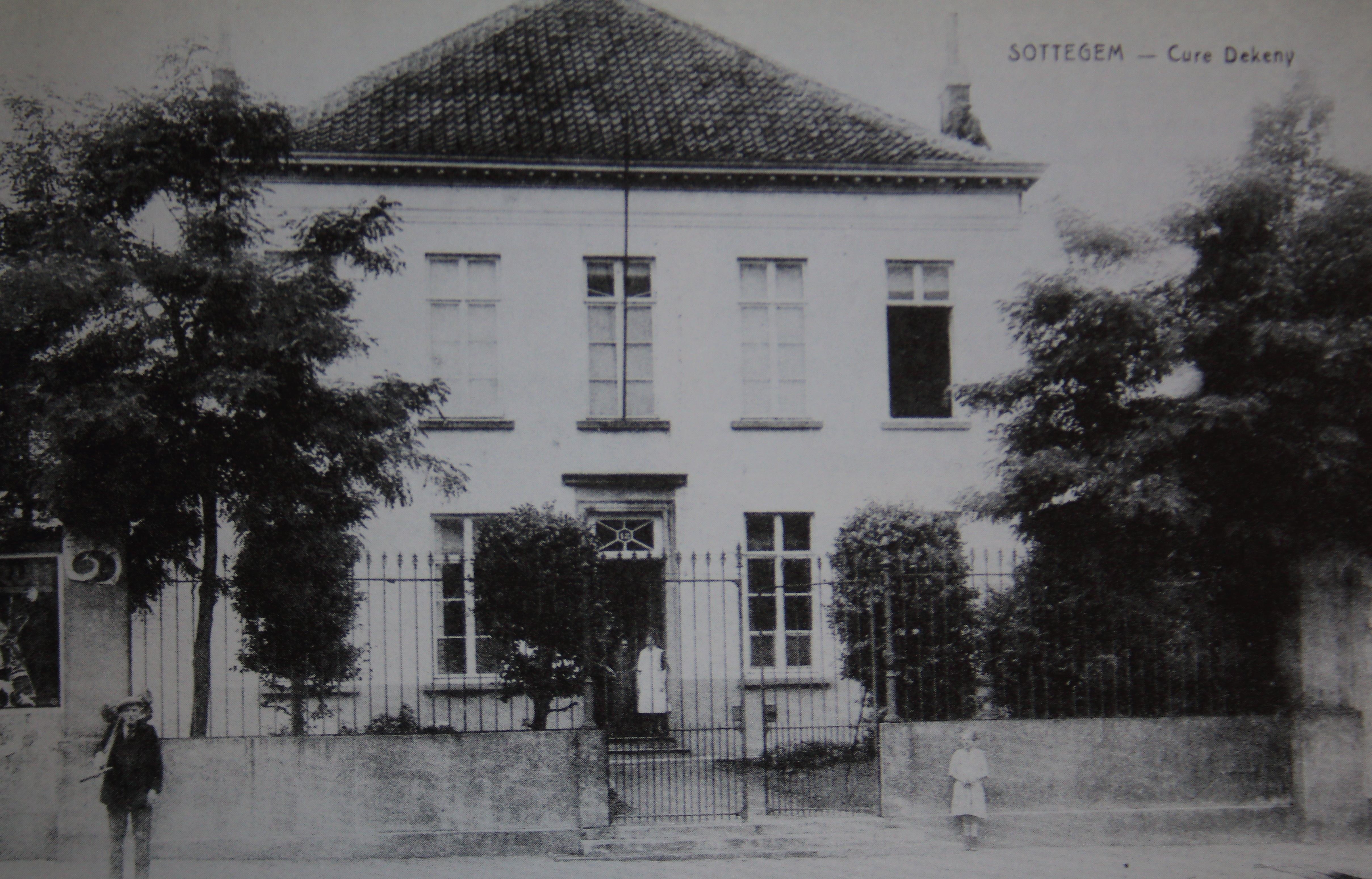
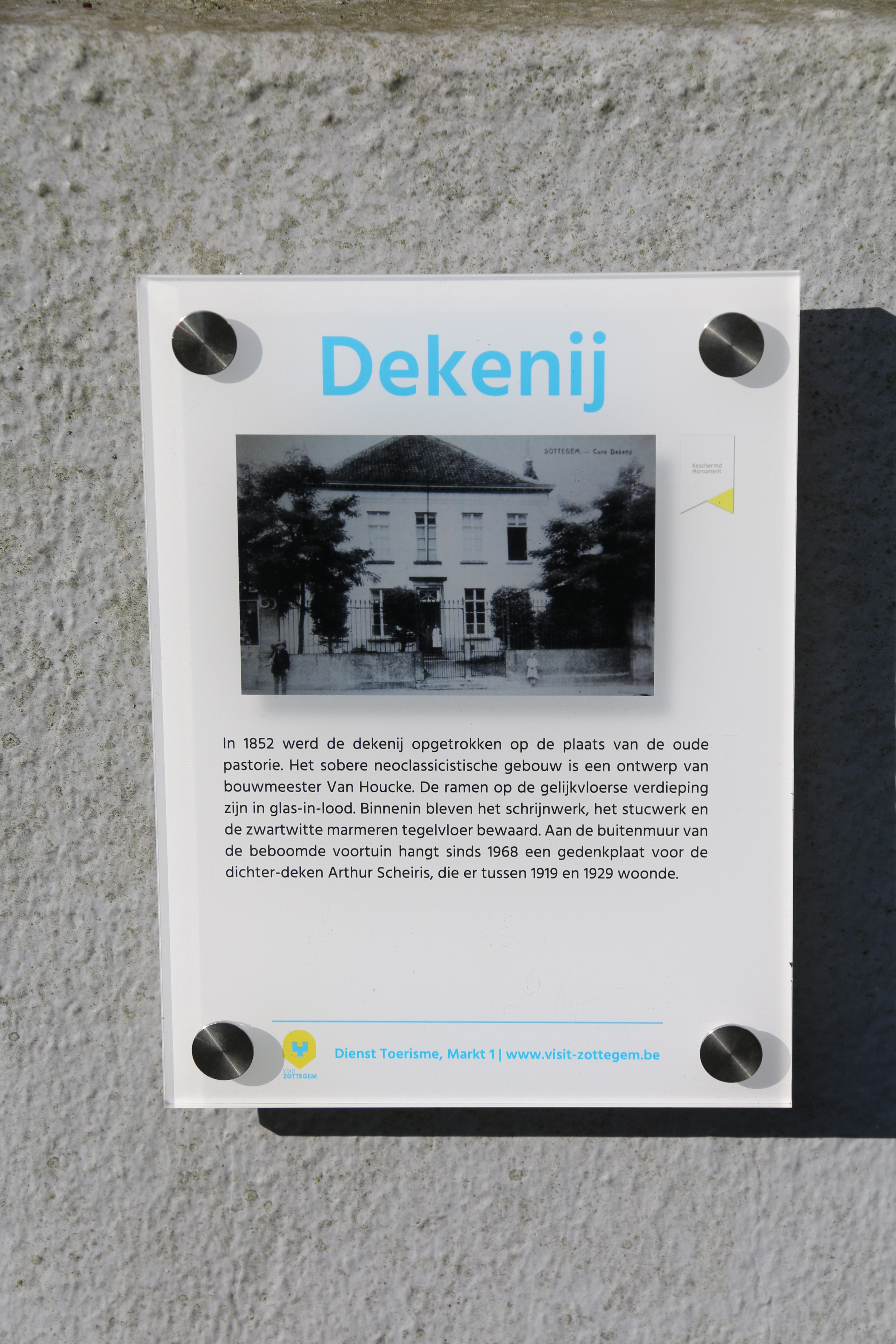
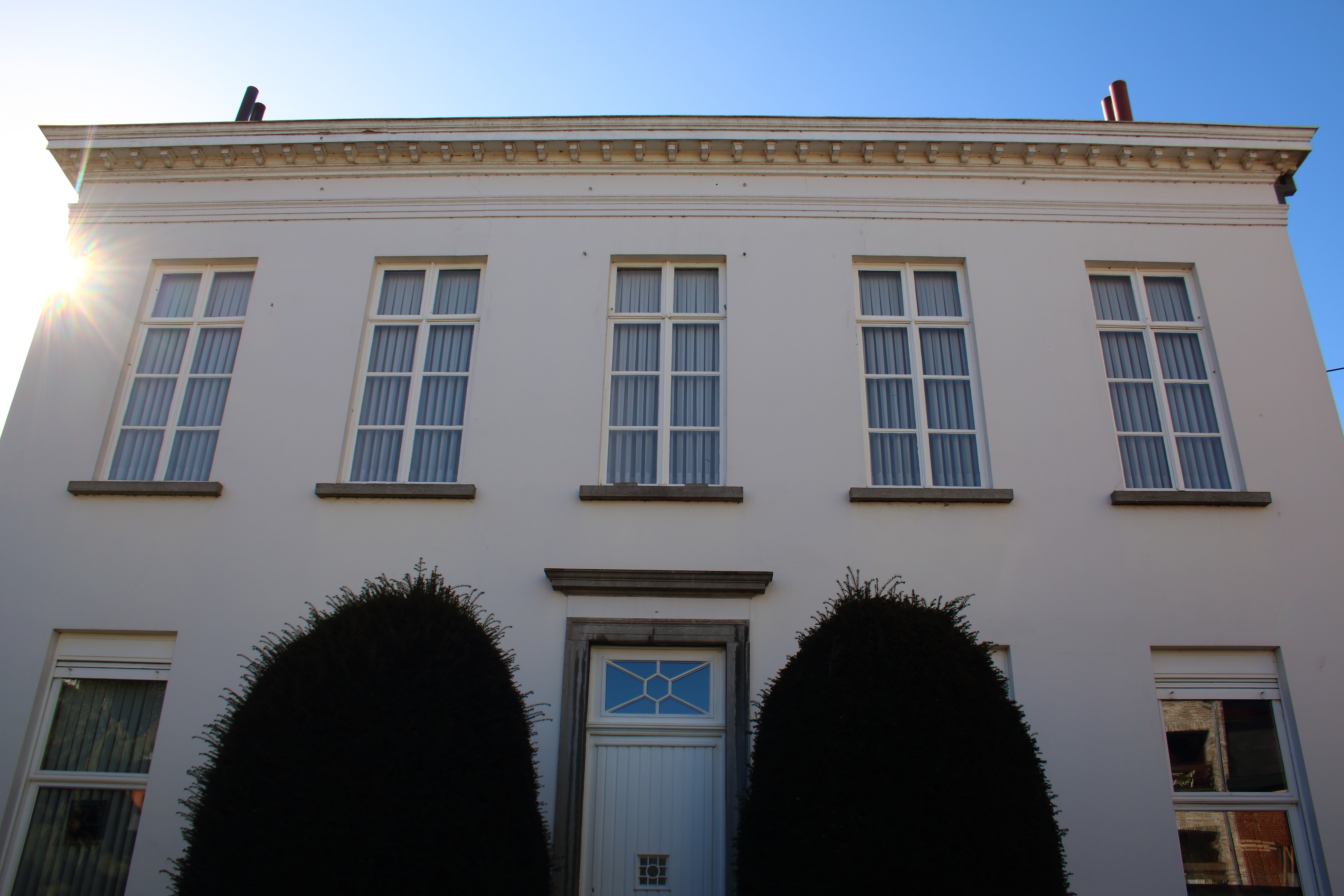